# Canton de Lormont
Le canton de Lormont est une circonscription électorale française du département de la Gironde, en région Nouvelle-Aquitaine, située dans l'arrondissement de Bordeaux. Créée en 1982, son périmètre est modifié à la suite du redécoupage cantonal de 2014. Elle tient lieu de circonscription d'élection des conseillers départementaux et sa modification entre en vigueur lors des élections départementales de 2015.

## Histoire
Le canton de Lormont a été créé en 1982, à partir de l'ancien canton de Carbon-Blanc.
Un nouveau découpage territorial de la Gironde (département) entre en vigueur à l'occasion des premières élections départementales suivant le décret du 20 février 2014. Les conseillers départementaux sont, à compter de ces élections, élus au scrutin majoritaire binominal mixte. Les électeurs de chaque canton élisent au Conseil départemental, nouvelle appellation du Conseil général, deux membres de sexe différent, qui se présentent en binôme de candidats. Les conseillers départementaux sont élus pour 6 ans au scrutin binominal majoritaire à deux tours, l'accès au second tour nécessitant 12,5 % des inscrits au 1er tour. En outre la totalité des conseillers départementaux est renouvelée. Ce nouveau mode de scrutin nécessite un redécoupage des cantons dont le nombre est divisé par deux avec arrondi à l'unité impaire supérieure si ce nombre n'est pas entier impair, assorti de conditions de seuils minimaux. Dans la Gironde, le nombre de cantons passe ainsi de 63 à 33. Le nombre de communes du canton de Lormont passe de 4 à 5.
Le nouveau canton de Lormont est formé de communes des cantons modifiés de Cenon (les 3 communes d'Artigues-près-Bordeaux, Montussan et Yvrac) et de Lormont (les 2 communes de Lormont et Bassens — celles d'Ambès et de Saint-Louis-de-Montferrand étant transférées dans le nouveau canton de la Presqu'île). Il est entièrement inclus dans l'arrondissement de Bordeaux. Le bureau centralisateur est situé à Lormont.

## Géographie
Ce canton situé dans la région naturelle de l'Entre-deux-Mers sur la rive droite de la Garonne est  organisé autour de Lormont. Trois de ses communes (Artigues-près-Bordeaux, Lormont et Bassens) appartiennent à la métropole de Bordeaux. Les deux autres (Montussan et Yvrac) font partie de la communauté de communes du Secteur de Saint-Loubès. Son altitude varie de 2 m (Bassens) à 89 m (Yvrac).

## Représentation

### Représentation avant 2015
| Période | Période | Identité         | Étiquette | Qualité                                                 |
| ------- | ------- | ---------------- | --------- | ------------------------------------------------------- |
| 1982    | 1988    | Maurice Belleaud | PS        | Instituteur Maire de Lormont de 1965 à 1995             |
| 1988    | 2015    | Jean Touzeau     | PS        | Administrateur territorial Maire de Lormont depuis 1995 |

### Représentation depuis 2015
| Période élective | Période élective | Mandat | Mandat   | Identité             | Nuance | Nuance | Qualité                                                  |
| ---------------- | ---------------- | ------ | -------- | -------------------- | ------ | ------ | -------------------------------------------------------- |
| 2015             | 2021             | 2015   | 2021     | Marie Jeanne Farcy   |        | PS     | adjointe au maire de Bassens                             |
| 2015             | 2021             | 2015   | 2021     | Jean Touzeau         |        | PS     | maire de Lormont Vice-président du conseil départemental |
| 2021             | 2028             | 2021   | en cours | Martine Couturier    |        | EELV   | Conseillère municipale de Bassens                        |
| 2021             | 2028             | 2021   | en cours | Philippe Quertinmont |        | PS     | Premier adjoint au maire de Lormont                      |

### Résultats détaillés

#### Élections de mars 2015
À l'issue du premier tour des élections départementales de 2015, deux binômes sont en ballottage : Marie Jeanne Farcy et Jean Touzeau (PS, 43,75 %) et Claudine Fillion et Ange Ronzetti (FN, 25,91 %). Le taux de participation est de 46,63 % (11 666 votants sur 25 017 inscrits) contre 50,55 % au niveau départemental et 50,17 % au niveau national.
Au second tour, Marie Jeanne Farcy et Jean Touzeau (PS) sont élus avec 65,96 % des suffrages exprimés et un taux de participation de 46,65 % (7 059 voix pour 11 670 votants et 25 017 inscrits).

#### Élections de juin 2021
Le premier tour des élections départementales de 2021 est marqué par un très faible taux de participation (33,26 % au niveau national). Dans le canton de Lormont, ce taux de participation est de 28,31 % (7 520 votants sur 26 562 inscrits) contre 33,41 % au niveau départemental. À l'issue de ce premier tour, deux binômes sont en ballottage : Martine Couturier et Philippe Quertinmont (Union à gauche avec des écologistes, 42,77 %) et Serge Bluge et Julie Rechagneux (RN, 26,71 %).
Le second tour des élections est marqué une nouvelle fois par une abstention massive équivalente au premier tour. Les taux de participation sont de 34,36 % au niveau national, 33,6 % dans le département et 28,86 % dans le canton de Lormont. Martine Couturier et Philippe Quertinmont (Union à gauche avec des écologistes) sont élus avec 68,63 % des suffrages exprimés (4 915 voix pour 7 668 votants et 26 571 inscrits),,. 

## Composition

### Composition avant 2015

Situation du canton de Lormont dans l'arrondissement de Bordeaux en 2014.

Le canton de Lormont regroupait quatre communes.
| Nom                        | Code Insee | Codepostal | Superficie (km2) | Population (dernière pop. légale) | Densité (hab./km2) |
| -------------------------- | ---------- | ---------- | ---------------- | --------------------------------- | ------------------ |
| Lormont (chef-lieu)        | 33249      | 33310      | 7,36             | 20 740 (2012)                     | 2 818              |
| Ambès                      | 33004      | 33810      | 28,85            | 2 882 (2012)                      | 100                |
| Bassens                    | 33032      | 33530      | 10,28            | 6 967 (2012)                      | 678                |
| Saint-Louis-de-Montferrand | 33434      | 33440      | 10,80            | 2 073 (2012)                      | 192                |

### Composition depuis 2015
Le nouveau canton de Lormont comprend cinq communes entières.
| Nom                             | Code Insee | Intercommunalité            | Superficie (km2) | Population (dernière pop. légale) | Densité (hab./km2) | Modifier                                    |
| ------------------------------- | ---------- | --------------------------- | ---------------- | --------------------------------- | ------------------ | ------------------------------------------- |
| Lormont (bureau centralisateur) | 33249      | Bordeaux Métropole          | 7,36             | 24 654 (2022)                     | 3 350              | modifier les données · modifier les données |
| Artigues-près-Bordeaux          | 33013      | Bordeaux Métropole          | 7,28             | 8 623 (2022)                      | 1 184              | modifier les données · modifier les données |
| Bassens                         | 33032      | Bordeaux Métropole          | 10,28            | 8 132 (2022)                      | 791                | modifier les données · modifier les données |
| Montussan                       | 33293      | CC Les Rives de la Laurence | 8,30             | 3 506 (2022)                      | 422                | modifier les données · modifier les données |
| Yvrac                           | 33554      | CC Les Rives de la Laurence | 8,48             | 2 901 (2022)                      | 342                | modifier les données · modifier les données |
| Canton de Lormont               | 3317       |                             | 41,70            | 47 816 (2022)                     | 1 147              | modifier les données                        |

## Démographie

### Démographie avant 2015
| 1982   | 1990   | 1999   | 2006   | 2011   | 2012   |
| ------ | ------ | ------ | ------ | ------ | ------ |
| 31 560 | 32 438 | 33 009 | 32 556 | 32 423 | 32 662 |

### Démographie depuis 2015
En 2022, le canton comptait 47 816 habitants, en évolution de +6,36 % par rapport à 2016 (Gironde : +6,91 %, France hors Mayotte : +2,11 %).
| 2013   | 2018   | 2022   |
| ------ | ------ | ------ |
| 41 484 | 45 286 | 47 816 |